# Bataille de Port-Saint-Père (12 mai 1793)
Pour les articles homonymes, voir Bataille de Port-Saint-Père.
Guerre de Vendée
Batailles
Le deuxième combat de Port-Saint-Père a lieu le 12 mai 1793 lors de la guerre de Vendée. Il s'achève par les victoires des républicains qui repoussent une attaque des Vendéens visant à reprendre le bourg de Port-Saint-Père.

## Prélude et forces en présence
Le 12 mai 1793, le bourg de Port-Saint-Père, occupé par les Républicains, est attaqué par les Paydrets de La Cathelinière,. Le nombre des Vendéens est estimé de 3 000 à 4 000 par les patriotes,,. Selon les sources républicaines, 100 volontaires de la Manche et de la Loire-Inférieure et 300 hommes de troupes de ligne forment la garnison du bourg,,. Dans ses mémoires, Lucas de La Championnière affirme que le bourg est tenu par 400 hommes d'un régiment allemand avec trois canons.

## Déroulement
Bien que mal armés, les Vendéens, plus nombreux, parviennent à entrer dans le bourg malgré la résistance opiniâtre des Républicains,. Alors que la victoire des assaillants semble inévitable, le général Canclaux arrive en renfort avec 800 soldats et 4 canons,. Les Paydrets battent alors en retraite après plus de cinq heures de combats,. Victorieux, le général Canclaux fait fouiller les forêts de Rouans et de Princé mais sans trouver trace des fuyards.